# Żebry-Kordy
Żebry-Kordy – wieś w Polsce, położona w województwie mazowieckim, w powiecie przasnyskim, w gminie Czernice Borowe. Leży przy drodze wojewódzkiej nr 544.
W skład sołectwa Żebry wchodzą Żebry-Idźki, Żebry-Kordy, Żebry-Marcisze.
| SIMC    | Nazwa          | Rodzaj    |
| ------- | -------------- | --------- |
| 0113394 | Żebry-Idźki    | część wsi |
| 0113402 | Żebry-Marcisze | część wsi |

W latach 1975–1998 wieś administracyjnie należała do województwa ciechanowskiego.
Wierni Kościoła rzymskokatolickiego należą do parafii św. Stanisława BM w Czernicach Borowych.